# Resolutie 2343 Veiligheidsraad Verenigde Naties
Resolutie 2343 van de Veiligheidsraad van de Verenigde Naties werd unaniem door de VN-Veiligheidsraad aangenomen op 23 februari 2017. De resolutie verlengde het mandaat van het VN-kantoor in Guinee-Bissau met een jaar.

## Achtergrond
Guinee-Bissau werd in 1973 onafhankelijk van Portugal en kende in 1994 voor het eerst verkiezingen. In 1998 kwam het leger echter in opstand, werd de president afgezet en ontstond de Guinee-Bissause burgeroorlog. Uiteindelijk werden pas eind 1999 nieuwe presidentsverkiezingen gehouden. In dat jaar werd de eerste VN-steunmissie, UNOGBIS, naar het land gestuurd, die in 2010 werd vervangen door de geïntegreerde missie UNIOGBIS. In 2003 werd Kumba Ialá na een chaotische regeerperiode door het leger afgezet. In 2004 leidde muiterij in het leger tot onrust in het land. 
Nieuwe presidentsverkiezingen in 2005 brachten de in 1998 afgezette president opnieuw aan de macht. In 2009 werd hij vermoord door soldaten waarna er wederom presidentsverkiezingen volgden. In 2010 was er onrust binnen het leger en in 2011 was er een couppoging tegen de nieuwe president. Die lag op dat moment met een slechte gezondheid in een Frans ziekenhuis en stierf daar in 2012. Er werden wederom verkiezingen uitgeschreven waarvoor vreedzaam campagne werd gevoerd. In april 2012 pleegde een deel van het leger echter een staatsgreep en werd onder meer de interim-president vastgezet. De verkiezingen werden vervolgens afgelast en er werd een militair bewind gevestigd. 
Pas in 2014 werden er opnieuw verkiezingen gehouden, waarbij José Mario Vaz tot nieuwe president werd verkozen.

## Inhoud
De politieke crisis tussen de president, de premier, de parlementsvoorzitter en de leiders van de politieke partijen bleef verdere hervormingen in Guinee-Bissau belemmeren. Op 10 september 2016 was middels bemiddeling van de ECOWAS een akkoord bereikt om uit de crisis te raken. Van belang was dat het Guinee-Bissause leger zich hier niet mee bemoeide.
UNIOGBIS' mandaat werd verlengd tot 28 februari 2018. De taken van de missie werden na een strategische evaluatie herzien. De missie moest de overheid van Guinee-Bissau helpen met de politieke dialoog en verzoening, en adviseren inzake de geplande hervorming van leger, politie en justitie, het herzien van de grondwet, en de strijd tegen drugshandel en de georganiseerde misdaad. Er werd voorts ook samengewerkt met de ECOMIB, de vredesoperatie van de ECOWAS in Guinee-Bissau.
Lijst ·  2337 ·  2338 ·  2339 ·  2340 ·  2341 ·  2342 ·  2343 ·  2344 ·  2345 ·  2346 ·  2347 ·  2348 ·  2349 ·  2350 ·  2351 ·  2352 ·  2353 ·  2354 ·  2355 ·  2356 ·  2357 ·  2358 ·  2359 ·  2360 ·  2361 ·  2362 ·  2363 ·  2364 ·  2365 ·  2366 ·  2367 ·  2368 ·  2369 ·  2370 ·  2371 ·  2372 ·  2373 ·  2374 ·  2375 ·  2376 ·  2377 ·  2378 ·  2379 ·  2380 ·  2381 ·  2382 ·  2383 ·  2384 ·  2385 ·  2386 ·  2387 ·  2388 ·  2389 ·  2390 ·  2391 ·  2392 ·  2393 ·  2394 ·  2395 ·  2396 ·  2397